# Општина Гаужани (Ђурђу)
Гаужани (рум. Găujani) општина је у Румунији у округу Ђурђу.
Oпштина се налази на надморској висини од 27 m.